# Romeo Jozak
Romeo Jozak (Rijeka, Yugoslavia, 11 de octubre de 1972) es un exfutbolista y entrenador croata, director técnico de la Selección de fútbol de Kuwait.

## Carrera como entrenador
La corta carrera de Romeo Jozak como futbolista finalizó drástricamente a la edad de veintidós años, cuando una seria lesión provocó su retirada deportiva. Debutó como técnico en 2001, ejerciendo como asistente de Ilija Lončarević en el Dinamo de Zagreb. De igual forma trabajó como entrenador adjunto dentro de la selección de fútbol de Libia y en el NK Osijek. De igual forma continuó sus estudios de quinesiología en la Universidad de Zagreb, obteniendo el doctorado.
Se unió a la Academia del Dinamo de Zagreb entre 2008 y 2013 como entrenador asistente y posteriormente como entrenador juvenil, instruyendo a posteriores integrantes de la selección de Croacia como Luka Modrić, Niko Kranjčar o Eduardo da Silva. Recibió una oferta de trabajo en el Arsenal FC como jefe de la Academia, pero se negó a desplazarse a Londres debido a sus hijos.
Jozak se convirtió en director técnico de la selección croata después de que Davor Šuker obtuviese la presidencia en la Federación Croata de Fútbol. Colaboró con otros tres directivos: Igor Štimac, Niko Kovač y Ante Čačic. Formó parte de un equipo de gestión y formación que organizó el trabajo del personal durante el Mundial de 2014 y la Eurocopa 2016. También escribió varios libros y desempeñó una serie de funciones en la UEFA durante su etapa dentro de la selección.
Abandonó la federación croata en marzo de 2017. Regresó al Dinamo como director deportivo, pero solo duró cuatro meses. Los periodistas especularon que se había ido porque las autoridades no le ofrecían trabajo como primer entrenador, ocupado por Mario Cvitanović. Buscando su debut como entrenador, se marcha a Polonia para ejercer como técnico del Legia de Varsovia. Jozak fue presentado el 13 de septiembre de 2017, unas horas después del despido de Jacek Magiera. La entidad polaca iba quinta en la tabla, con la posibilidad de luchar por la Copa de Polonia pero eliminada de todas las competiciones europeas. El 15 de abril de 2018 es destituido de su cargo, siendo relevado por Dean Klafurić.